# Біт парності
Біт парності (англ. Parity bit) — в обчислювальній техніці і мережах передачі даних контрольний біт, який слугує для перевірки цілісності інформації шляхом контролю загальної парності двійкового числа (парності кількості одиничних бітів в числі).

## Застосування
У послідовній передачі даних часто використовується формат 7 біт даних, біт парності, один або два стопових біта. Такий формат акуратно розміщує всі 7-бітні ASCII символи у зручний 8-бітний байт. Також припустимі інші формати: 8 біт даних і біт парності.
У послідовних комунікаціях парність зазвичай контролюється обладнанням інтерфейсу (наприклад UART). Ознака помилки стає доступною процесору (і ОС) через статусний регістр обладнання. Відновлення помилок зазвичай проводиться повторною передачею даних, подробиці якого обробляються програмним забезпеченням (наприклад, функціями введення / виводу операційної системи)
Контроль якоїсь двійкової послідовності (наприклад, машинного слова) за допомогою біта парності також називають контролем за паритетом. Контроль за паритетом являє собою найбільш простий і найменш потужний метод контролю даних. З його допомогою можна виявити тільки поодинокі помилки в перевірюваних даних. Подвійна помилка буде невірно прийнята за коректні дані. Тому контроль за паритетом застосовується до невеликих порцій даних, як правило, до кожного байта, що дає коефіцієнт надмірності для цього методу 1/8. Метод рідко застосовується в комп'ютерних мережах через невисокі діагностичні здібності. Існує модифікація цього методу — вертикальний і горизонтальний контроль по паритету. Відмінність полягає в тому, що вихідні дані розглядаються у вигляді матриці, рядки якої складають байти даних. Контрольний розряд підраховується окремо для кожного рядка і для кожного стовпця матриці. Цей метод виявляє значну частину подвійних помилок, однак має більшу надмірність. Він зараз також майже не застосовується при передачі інформації по мережі.

## Поліноми CRC і біт парності
Контроль по парності фактично є спеціальним випадком перевірки циклічним надлишковим кодом з поліномом {\displaystyle x+1}.

## Приклади
Біт парності або контрольний розряд формується при виконанні операції «Виключне-АБО» порозрядно. Розглянемо схему, яка використовує дев'ятибітні кодові слова, що складаються з восьми біт даних, за якими йде біт парності.
- Число 10111101 містить 6 '1 'бітів. Біт парності буде 0, отримуємо кодове слово 101111010.
- Число 01110011 містить 5 '1 'бітів. Біт парності буде 1, отримуємо кодове слово 011100111.
- Число 00000000 містить 0 '1 'бітів. Біт парності буде 0, отримуємо кодове слово 000000000.
- Порожній або неіснуючий потік бітів також має нуль одиничних бітів, тому біт парності буде 0.